# Monde russe
Le « monde russe » (en russe : русский мир, rousskiï mir) est un concept idéologique russe visant à englober la culture russe et son influence sur le monde environnant, au travers de son histoire et de sa langue. Utilisé pendant l'Empire russe, puis après la chute de l'Union soviétique, notamment pendant la période poutinienne, elle vise à définir un monde impérial spécifique, obéissant à sa propre logique, et dont la Russie constitue le cœur et l'âme.
Selon Aurélien Duchêne, « l’idéologie du "monde russe" est aussi irrédentiste », dans la mesure où « elle nourrit des revendications territoriales contre d’autres États au nom de l’ethnie, de la langue ou d’une légitimité historique ». Pour le même auteur, cette notion aurait « légitimé l’annexion de la Crimée, puis celle d’autres régions ukrainiennes. Elle pourrait justifier demain d’autres revendications territoriales ».

## Pendant l'URSS
Après la seconde Guerre Mondiale, les pays annexés de force par l'Union Soviétique à la suite du pacte germano soviétique d'août 1939 entre la Russie et l'Allemagne Nazie, livrent à la fois une intense résistance aux forces militaires russes par le biais de mouvements de guérilla comme les frères de la Forêt dans les Pays Baltes et en Ukraine (indépendante de 1917 à 1922 avant d'être nouvellement annexée),.
Ces opérations durèrent jusque dans les années 1950 et plusieurs opérations de l'Armée russe et du NKVD, ancêtre du KGB, futur FSB furent nécessaires pour neutraliser ces foyers de résistance.
Le fonctionnement au sein des institutions est le suivant : le premier secrétaire du  parti communiste du pays est confié à une personne civile issue de la population nationale. En revanche, le second secrétaire du parti en lien avec le KGB et qui contrôle le premier est confié à un russe.
Tout au long de la seconde moitié du 20ème siècle, de nombreuses manifestations en République Démocratique Allemande (RDA fondée en 1949) , en Hongrie (insurrection de Budapest en 1956), en Tchécoslovaquie (Coup de Prague 1948 et Printemps de Prague en 1968), et en Pologne (Mouvement de Solidarnosc dans les années 1980) pour davantage de libertés secouent la chape de plomb russe et sont réprimées. Elles entrainent une dégradation de l'image du mouvement soviétique et russe au fur et à mesure de la globalisation de l'information.

## Après 1990
En 1989, 17 % de la population russe, soit 25 millions de personnes, vivait en dehors de la Russie à la suite de la politique de déportation pratiquée sous Staline dans les pays nouvellement annexés comme les Pays Baltes à partir de 1940 et ce afin d'accentuer leur russification. Alors qu'ils disposaient d'un statut privilégié, la chute de l'URSS, du à des facteurs politico-socio-économiques internes, les fait se retrouver dans des pays étranger. Ils se retrouvent parfois en butte à l'hostilité de la population des pays nouvellement indépendants, conséquence directe de la présence russe et des méthodes de répression vis à vis des opposants au modèle soviétique à partir de 1945,.
En Lettonie et Estonie, 20 % de la population est d'origine russe, conséquence directe 
De 1991 à 1997 c'est essentiellement le Congrès des communautés russes qui s'intéresse aux Russes de l'étranger. Ce parti développe une rhétorique nationaliste et revanchiste de la chute de l'Union soviétique.
En 1995, la Douma adopte une résolution de soutien à la diaspora russe, en favorisant l'aspect citoyen russe et diminuant l'aspect ethnique ou national.

## Pendant la période poutinienne
La période 1998-2003 voit l'arrivée au pouvoir de Vladimir Poutine. Ses conseillers développent l'idée de « monde russe » pour désigner la diaspora. La période 1997-1999 voit des débats importants à la Douma sur la définition des Russes de l'étranger. En 1999, dans un contexte de hausse des prix du pétrole, les dirigeants russes voient un intérêt économique à la diaspora russe des pays voisins.
En 1999-2000, des conservateurs modérés proches de Gleb Pavlovsky (en) mettent en avant leur notion de « monde russe » comme une culture commune héritée de l'URSS, comparée au Commonwealth, à la francophonie ou à l'hispanidad.
En 2020, la diaspora russe compte 25 à 30 millions de personnes, en majorité dans les territoires de l'ex-URSS. À partir de 2001, Vladimir Poutine s'adresse à eux comme des « compatriotes de l'étranger » : il souhaite transformer cette présence en influence politique. Il s'inspire alors plus des modérés que des nationalistes, même si la rhétorique de défense des minorités russes à l'étranger est présente.
En 2004, à la suite de la révolution orange, la diplomatie russe se fait plus anti-occidentale et agressive. La Fondation Rousskii Mir est créée en 2007 et Rossotroudnitchestvo en 2008. Elles sont destinées à augmenter l'influence de la Russie dans la diaspora. La somme totale dépensée dans ces projets est estimée à 200 M€.
En 2010, la définition de Russe de l'étranger est changée au profit d'une notion plus ethnique. Cela vise à satisfaire les nationalistes mais aussi à prendre en compte les Russes « mondialisés » émigrés dans d'autres pays que ceux de l'ex-URSS.
À la suite de l'annexion de la Crimée par la Russie en 2014, la notion de monde russe se développe et éclipse celle d'Eurasie. L'idéologie du monde russe devient celle d'une civilisation à part qui implique la réunification de ses terres et a été purgée de ses idées libérales. Les Russes à l'étranger coupant les liens avec leur pays ne sont plus vus comme des Russes.
Le notion de « monde russe » est mise en avant par des idéologues conservateurs pour justifier les interventions en faveur des « minorités russophones ». Les zones visées sont l'Abkhazie, l'Ossétie du Sud en Géorgie, et les « républiques populaires » de Donetsk et Louhansk en Ukraine. Elle est officialisée le 5 septembre 2022 comme base de la politique étrangère russe par Vladimir Poutine. Le nouveau concept de la politique étrangère de la fédération de Russie « met ainsi en exergue "la situation particulière de la Russie en tant que pays-civilisation unique" et "l’ensemble culturel et civilisationnel du Monde russe". Le "monde russe" guide la doctrine d’intervention dans des pays comme l’Ukraine et le rôle que devrait jouer la Russie dans un monde multipolaire ».

## Sanctions
En juillet 2022, à la suite de l'invasion de l'Ukraine par la Russie de février 2022, l’Union Européenne a imposé des sanctions à Rossotroudnitchestvo et à la fondation Rousski Mir comme elle a également aussi suspendu les activités et licences de diffusion de Spoutnik, de Russia Today et de leurs filiales en raison de la manipulation de l’information et de la promotion de la désinformation russe sur l’agression militaire, combinées avec de la propagande déstabilisante à destination des pays voisins de la Russie, ainsi que l’UE et ses États membres.
Comme l’écrit l'historienne franco-russe, Galia Ackerman, « l’objectif de la Russie est de défendre les intérêts géopolitiques russes, d’élargir les zones d’influence du pays, en allant parfois jusqu’à leur annexion, et de combattre l’Occident démocratique, essentiellement les États-Unis et l’Union européenne. Comment ? En soutenant tous les mouvements — d’extrême gauche ou d’extrême droite — visant à affaiblir les pays occidentaux et ayant recours aux outils de la guerre “hybride”, comme le trolling, la diffusion de fake news, le chantage, la corruption et, tout simplement, le bon vieux mensonge ».

## Analyses
Pour la chercheuse Anna Colin Lebedev, spécialiste de l'Ukraine et de la Russie postsoviétique, la notion de « monde russe » renvoie à une zone d’influence plus large que le territoire de la Russie, et même que son voisinage immédiat, à travers une entité aux limites volontairement maintenues dans le flou. Elle se baserait sur l’attachement à la langue et à la culture russes en incluant également les sympathisants, ceux qui se sentent proches de la langue et ou à la cette culture russe sans y être liés par leurs origines. Elle précise en réalité que « derrière le lien spirituel ou culturel qui peut à juste titre faire du “monde russe” un centre d’attraction, il y a un instrument de politique étrangère aux accents belliqueux ».
Pour Aurélien Duchêne, le concept de « monde russe » serait « la meilleure clé pour comprendre l’impérialisme russe contemporain », et « est devenu une véritable idéologie, peut-être même ce qui se rapproche le plus d’une idéologie officielle pour la Russie de Poutine », en ayant « donné une plus grande cohérence à l’impérialisme russe ». Après avoir écrit en 2018 en 2021 que la Russie envahirait l'Ukraine et en annexerait le sud et l'est dans un futur proche, Aurélien Duchêne soutient « que la volonté de garder la main sur le « monde russe » en Ukraine est incontournable dans l’invasion de ce pays par la Russie ». 

## Importance de l'Église orthodoxe russe

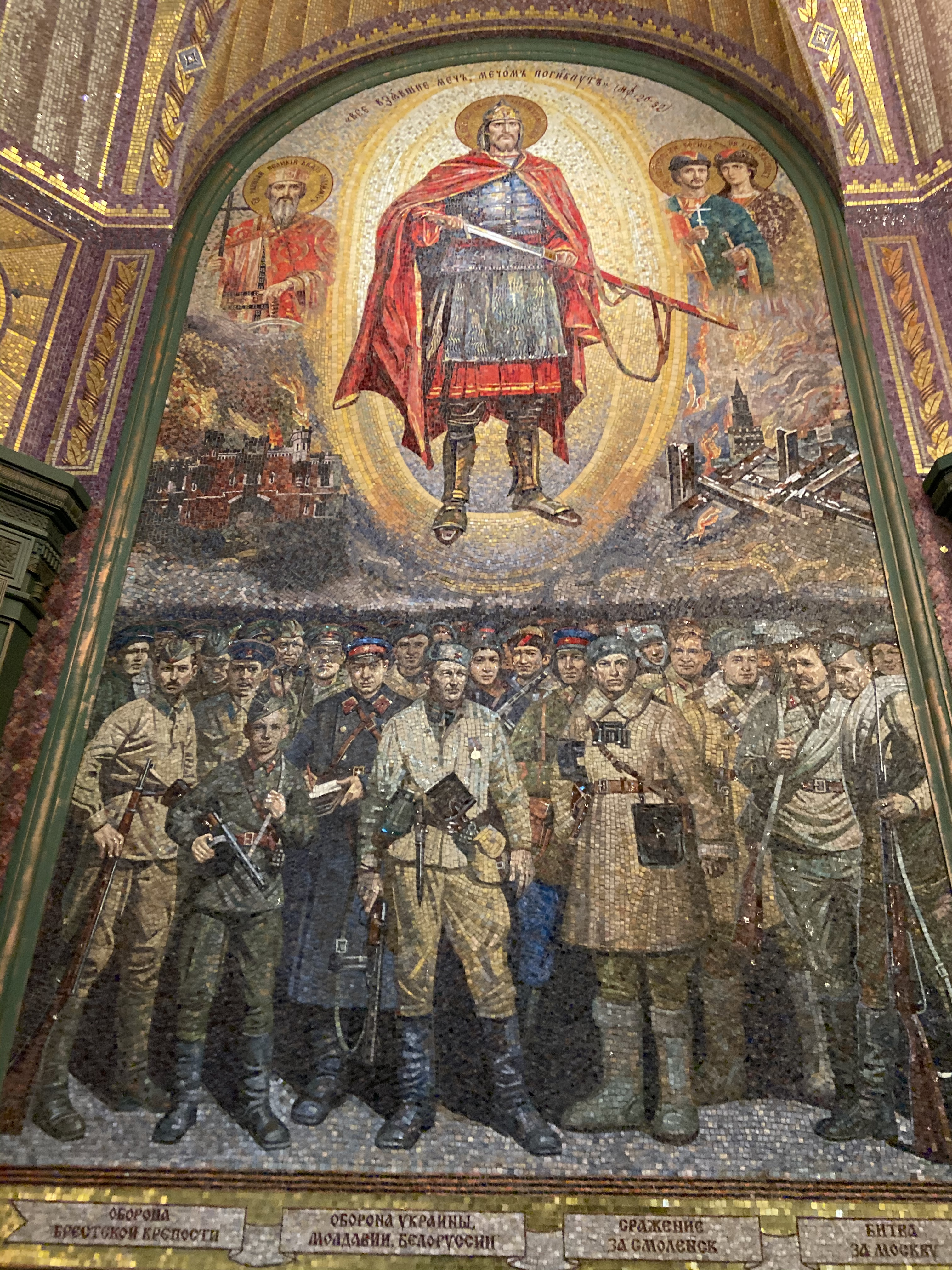
Mosaïque de la Cathédrale principale des forces armées russes associant l'Église orthodoxe russe avec l'armée soviétique.